# Vizcondado de Tapia
El vizcondado de Tapia es un título nobiliario español creado por el rey Amadeo I, el 11 de febrero de 1873, a favor de Fernando Fernández-Casariego y Rodríguez-Trelles, I marqués de Casariego.
La denominación del título se refiere al consejo, parroquia y villa de Tapia de Casariego en Asturias.

## Vizcondes de Tapia
|                       | Titular                                          | Periodo               |
| Creación por Amadeo I | Creación por Amadeo I                            | Creación por Amadeo I |
| --------------------- | ------------------------------------------------ | --------------------- |
| I                     | Fernando Fernández-Casariego y Rodríguez-Trelles | 1873-1874             |
| II                    | Carlota Fernández-Casariego y Méndez-Piedra      | 1874-1914             |
| III                   | Alejandro Travesedo y Fernández-Casariego        | 1918-1940             |
| IV                    | Carlos Allendesalazar y Travesedo                | 1940/1952-1994        |
| V                     | Juan Allendesalazar Ruiz de Arana                | 1998-actual titular   |

## Historia de los vizcondes de Tapia

Escudo de Tapia de Casariego

- Fernando Fernández-Casariego y Rodríguez-Trelles (Tapia de Casariego, 19 de febrero de 1792-Madrid, 22 de marzo de 1874), I vizconde de Tapia,[1] I marqués de Casariego,[1] empresario, senador vitalicio (1867-1868), por Zamora (1872) y por Oviedo (1872-1873).[2] Era hijo de Ángel Fernández-Casariego y Fernández-Bardiales y de Ignacia María Rodríguez-Trelles y Blanco-Casariego.[2]

Casó, en primeras nupcias con Carlota Villarino. Sin descendencia. Contrajo un segundo matrimonio con su sobrina, Victoriana Méndez-Piedra, padres de cinco hijos, dos varones y tres mujeres. En 1874, le sucedió su hija:
- Carlota Fernández-Casariego y Méndez-Piedra (1837-1914), II vizcondesa de Tapia[1] y II marquesa de Casariego.

Casó con Juan Travesedo y Canet, I conde de Maluque. En 28 de junio de 1918 le sucedió su hijo:
- Alejandro Travesedo y Fernández-Casariego (1859-2 de febrero de 1940), III vizconde de Tapia,[1] III marqués de Casariego  y gentilhombre de cámara con ejercicio y servidumbre del rey Alfonso XIII.[3]

Casó, el 24 de enero de 1887, en Madrid, con María de los Desamparados Bernaldo de Quirós y Muñoz, I marquesa de Santa Cristina, grande de España, hija de José María Bernaldo de Quirós y González de Cienfuegos, VIII marqués de Campo Sagrado, y de María Cristina Muñoz y Borbón, I marquesa de la Isabela, I vizcondesa de la Dehesilla y nieta de la reina María Cristina de Borbón-Dos Sicilias. En 18 de enero de 1952, sucedió su nieto, hijo de Manuel Allendesalazar y Aspiroz, V conde de Montefuerte, y de Rita Travesedo y Bernaldo de Quirós, II marquesa de Santa Cristina, grande de España:
- Carlos Allendesalazar y Travesedo (Madrid, 29 de junio de 1923-24 de marzo de 1994),[5] IV vizconde de Tapia.[1][6]

Casó, en Madrid, el 21 de marzo de 1955, con Ignacia Ruiz de Arana y Montalvo, XIII marquesa de Velada, grande de España. Sucedió, en 25 de mayo de 1998, su hijo:
- Juan Allendesalazar Ruiz de Arana (n. Madrid, 5 de septiembre de 1957),  V vizconde de Tapia.[1]

Casó, el 7 de marzo de 1997, con Paloma Comitre y Bascuñana. Son los padres de Leticia Allendesalazar y Comitre (n. 24 de enero de 1998).